# Deuxième circonscription d'Indre-et-Loire
La deuxième circonscription d'Indre-et-Loire est l'une des cinq circonscriptions législatives françaises que compte le département d'Indre-et-Loire (37) situé en région Centre-Val de Loire.

## Description géographique et démographique

### De 1958 à 1986
Le département avait quatre circonscriptions.
La deuxième circonscription d'Indre-et-Loire était composée de :
- canton de Château-la-Vallière
- canton de Château-Renault
- canton de Langeais
- canton de Neuillé-Pont-Pierre
- canton de Neuvy-le-Roi
- canton de Tours-Nord (communes rurales)
- canton de Vouvray

Source : Journal Officiel du 14-15 Octobre 1958.

### De 1988 à 2010
La deuxième circonscription d'Indre-et-Loire est délimitée par le découpage électoral de la loi n°86-1197 du 24 novembre 1986
, elle regroupe les divisions administratives suivantes : 
- Canton d'Amboise
- Canton de Bléré
- Canton de Château-Renault
- Canton de Montlouis-sur-Loire
- Canton de Tours-Nord-Est
- Canton de Vouvray.

D'après le recensement général de la population en 1999, réalisé par l'Institut national de la statistique et des études économiques (INSEE), la population totale de cette circonscription est estimée à 119639 habitants,.

### Depuis 2010
La circonscription regroupe les cantons suivants :
- Canton d'Amboise
- Canton de Bléré
- Canton de Château-Renault
- Canton de Montlouis-sur-Loire
- Canton de Vouvray.

## Historique des députations
| Législature | Début de mandat | Fin de mandat  | Député               | Parti politique | Observations                                                                                         |
| ----------- | --------------- | -------------- | -------------------- | --------------- | --- |
| IXe         | 23 juin 1988    | 1er avril 1993 | Bernard Debré,       | RPR,            | |
| Xe          | 2 avril 1993    | 21 avril 1997  | Bernard Debré,       | RPR,            | Mandat écourté à la suite d'une dissolution parlementaire décidée par Jacques Chirac.                |
| XIe         | 12 juin 1997    | 18 juin 2002   | Jean-Jacques Filleul | PS              | |
| XIIe        | 19 juin 2002    | 19 juin 2007   | Claude Greff,        | UMP,            | |
| XIIIe       | 20 juin 2007    | 19 juin 2012   | Claude Greff,        | UMP,            | À la suite de sa nomination au gouvernement, son suppléant Raymond Lancelin la remplace comme député |
| XIVe        | 20 juin 2012    | 20 juin 2017   | Claude Greff,        | UMP / LR,       | |
| XVe         | 21 juin 2017    | 21 juin 2022   | Daniel Labaronne,    | LREM,           | |

## Historique des élections

### Élections de 1958
| Candidat       | Candidat             | Parti          | Premier tour | Premier tour | Second tour | Second tour |  |
| Candidat       | Candidat             | Parti          | Voix         | %            | Voix        | %           |  |
| -------------- | -------------------- | -------------- | ------------ | ------------ | ----------- | ----------- |  |
|                | Louis Jouhanneau élu | UNR            | 10 316       | 25,81        | 18 833      | 46,8        |  |
|                | André Précigoux      | Extrême droite | 6 803        | 17,02        | 9 708       | 24,13       |  |
|                | Jean Guillon         | PCF            | 5 773        | 14,44        | 5 856       | 14,55       |  |
|                | André Quénard        | SFIO           | 4 993        | 12,49        | 5 842       | 14,52       |  |
|                | Joseph Renard        | Radsoc         | 4 808        | 12,03        | Retrait     | Retrait     |  |
|                | Lucien Marquet       | CR             | 4 551        | 11,39        | Retrait     | Retrait     |  |
|                | André Soyer          | MRP            | 2 729        | 6,83         | Retrait     | Retrait     |  |
|                |                      |                |              |              |             |             |  |
| Inscrits       | Inscrits             | Inscrits       | 53 955       | 100,00       | 53 966      | 100,00      |  |
| Abstentions    | Abstentions          | Abstentions    | 12 766       | 23,66        | 12 972      | 24,04       |  |
| Votants        | Votants              | Votants        | 41 189       | 76,34        | 40 994      | 75,96       |  |
| Blancs et nuls | Blancs et nuls       | Blancs et nuls | 1 216        | 2,95         | 755         | 1,84        |  |
| Exprimés       | Exprimés             | Exprimés       | 39 973       | 97,05        | 40 239      | 98,16       |  |

Le suppléant de Louis Jouhanneau était Marcel Granier, commerçant, maire de Beaumont-la-Ronce.

### Élections de 1962
| Candidat       | Candidat           | Parti          | Premier tour | Premier tour | Second tour | Second tour |  |
| Candidat       | Candidat           | Parti          | Voix         | %            | Voix        | %           |  |
| -------------- | ------------------ | -------------- | ------------ | ------------ | ----------- | ----------- |  |
|                | Pierre Lepage élu  | UNR-UDT        | 11 105       | 35,54        | 17 473      | 50,02       |  |
|                | Jacques Vigier     | PCF            | 5 209        | 16,67        | 9 761       | 27,94       |  |
|                | Raymond Villatte   | CNIP           | 4 851        | 15,53        | 7 697       | 22,03       |  |
|                | Robert Florent     | SFIO           | 3 156        | 10,1         | Retrait     | Retrait     |  |
|                | Pierre Souquès     | Radsoc         | 2 964        | 9,49         | Retrait     | Retrait     |  |
|                | Raymond Lefèvre    | Modérés        | 2 232        | 7,14         | Retrait     | Retrait     |  |
|                | Pierre de Beaumont | CR             | 1 727        | 5,53         | Retrait     | Retrait     |  |
|                |                    |                |              |              |             |             |  |
| Inscrits       | Inscrits           | Inscrits       | 53 979       | 100,00       | 53 975      | 100,00      |  |
| Abstentions    | Abstentions        | Abstentions    | 21 314       | 39,49        | 17 686      | 32,77       |  |
| Votants        | Votants            | Votants        | 32 665       | 60,51        | 36 289      | 67,23       |  |
| Blancs et nuls | Blancs et nuls     | Blancs et nuls | 1 421        | 4,35         | 1 358       | 3,74        |  |
| Exprimés       | Exprimés           | Exprimés       | 31 244       | 95,65        | 34 931      | 96,26       |  |

Le suppléant de Pierre Lepage était Georges Henry, retraité.

### Élections de 1967
| Candidat       | Candidat                    | Parti          | Premier tour | Premier tour | Second tour | Second tour |  |
| Candidat       | Candidat                    | Parti          | Voix         | %            | Voix        | %           |  |
| -------------- | --------------------------- | -------------- | ------------ | ------------ | ----------- | ----------- |  |
|                | Pierre Lepage sortant réélu | UD-Ve          | 15 788       | 37,15        | 21 682      | 52,46       |  |
|                | Jean Pagès                  | CD (PDM)       | 8 204        | 19,3         | Retrait     | Retrait     |  |
|                | Jean-Louis Forest           | FGDS (SFIO)    | 7 514        | 17,68        | 19 645      | 47,54       |  |
|                | Jacques Vigier              | PCF            | 6 945        | 16,34        | Retrait     | Retrait     |  |
|                | Hubert André                | Modérés        | 2 172        | 5,11         |             |             |  |
|                | Victor Lecorgne             | Modérés        | 1 878        | 4,42         |             |             |  |
|                |                             |                |              |              |             |             |  |
| Inscrits       | Inscrits                    | Inscrits       | 56 433       | 100,00       | 56 427      | 100,00      |  |
| Abstentions    | Abstentions                 | Abstentions    | 12 508       | 22,16        | 13 354      | 23,67       |  |
| Votants        | Votants                     | Votants        | 43 925       | 77,84        | 43 073      | 76,33       |  |
| Blancs et nuls | Blancs et nuls              | Blancs et nuls | 1 424        | 3,24         | 1 746       | 4,05        |  |
| Exprimés       | Exprimés                    | Exprimés       | 42 501       | 96,76        | 41 327      | 95,95       |  |

Le suppléant de Pierre Lepage était René Groussard, ingénieur agricole.

### Élections de 1968
| Candidat       | Candidat                    | Parti          | Premier tour | Premier tour | Second tour | Second tour |  |
| Candidat       | Candidat                    | Parti          | Voix         | %            | Voix        | %           |  |
| -------------- | --------------------------- | -------------- | ------------ | ------------ | ----------- | ----------- |  |
|                | Pierre Lepage sortant réélu | UDR (URP)      | 19 722       | 47,27        | 23 305      | 58,15       |  |
|                | Jean-Louis Forest           | FGDS (SFIO)    | 8 736        | 20,94        | 16 772      | 41,85       |  |
|                | Daniel Pépy                 | CD (PDM)       | 5 551        | 13,31        |             |             |  |
|                | Jacques Vigier              | PCF            | 5 292        | 12,68        |             |             |  |
|                | Jean Roux                   | Modérés        | 2 418        | 5,8          |             |             |  |
|                |                             |                |              |              |             |             |  |
| Inscrits       | Inscrits                    | Inscrits       | 56 029       | 100,00       | 56 044      | 100,00      |  |
| Abstentions    | Abstentions                 | Abstentions    | 13 297       | 23,73        | 14 788      | 26,39       |  |
| Votants        | Votants                     | Votants        | 42 732       | 76,27        | 41 256      | 73,61       |  |
| Blancs et nuls | Blancs et nuls              | Blancs et nuls | 1 013        | 2,37         | 1 179       | 2,86        |  |
| Exprimés       | Exprimés                    | Exprimés       | 41 719       | 97,63        | 40 077      | 97,14       |  |

Le suppléant de Pierre Lepage était Roger Boisseau, commerçant à Tours.

### Élections de 1973
| Candidat       | Candidat                    | Parti          | Premier tour | Premier tour | Second tour | Second tour |  |
| Candidat       | Candidat                    | Parti          | Voix         | %            | Voix        | %           |  |
| -------------- | --------------------------- | -------------- | ------------ | ------------ | ----------- | ----------- |  |
|                | Pierre Lepage sortant réélu | UDR (URP)      | 17 080       | 34,37        | 24 824      | 50,02       |  |
|                | Jean Lelong                 | PS (UGSD)      | 14 096       | 28,36        | 24 802      | 49,98       |  |
|                | Pierre de Beaumont          | CR (MR)        | 7 682        | 15,46        | Retrait     | Retrait     |  |
|                | Roland Godeau               | PCF            | 5 480        | 11,03        |             |             |  |
|                | Pierre Berneau              | Divers droite  | 3 724        | 7,49         |             |             |  |
|                | M. Baloge                   | LCR            | 1 634        | 3,29         |             |             |  |
|                |                             |                |              |              |             |             |  |
| Inscrits       | Inscrits                    | Inscrits       | 64 210       | 100,00       | 64 197      | 100,00      |  |
| Abstentions    | Abstentions                 | Abstentions    | 11 960       | 18,63        | 12 858      | 20,03       |  |
| Votants        | Votants                     | Votants        | 52 250       | 81,37        | 51 339      | 79,97       |  |
| Blancs et nuls | Blancs et nuls              | Blancs et nuls | 2 554        | 4,89         | 1 713       | 3,34        |  |
| Exprimés       | Exprimés                    | Exprimés       | 49 696       | 95,11        | 49 626      | 96,66       |  |

Le suppléant de Pierre Lepage était Jean Delaneau, conseiller général, maire de Château-Renault. Jean Delaneau remplaça Pierre Lepage, décédé, du 24 septembre 1974 au 2 avril 1978. Il siégeait au groupe Union centriste.

### Élections de 1978
| Candidat       | Candidat                    | Parti          | Premier tour | Premier tour | Second tour | Second tour |  |
| Candidat       | Candidat                    | Parti          | Voix         | %            | Voix        | %           |  |
| -------------- | --------------------------- | -------------- | ------------ | ------------ | ----------- | ----------- |  |
|                | Jean Delaneau sortant réélu | UDF (PR)       | 28 217       | 44,63        | 34 285      | 51,82       |  |
|                | Jean Lelong                 | PS             | 20 243       | 32,02        | 31 883      | 48,18       |  |
|                | Gilbert Dupin               | PCF            | 7 438        | 11,76        |             |             |  |
|                | Serge Brindet               | Divers         | 1 943        | 3,07         |             |             |  |
|                | Évelyne Michon              | PSD            | 1 754        | 2,77         |             |             |  |
|                | Renaud Chauvet              | PSU (FA)       | 1 307        | 2,07         |             |             |  |
|                | Michel Bodry                | LO             | 1 116        | 1,77         |             |             |  |
|                | Daniel Fleury               | LCR            | 699          | 1,11         |             |             |  |
|                | Fabrice O'Driscoll          | Extrême droite | 505          | 0,8          |             |             |  |
|                |                             |                |              |              |             |             |  |
| Inscrits       | Inscrits                    | Inscrits       | 79 362       | 100,00       | 79 340      | 100,00      |  |
| Abstentions    | Abstentions                 | Abstentions    | 14 325       | 18,05        | 11 923      | 15,03       |  |
| Votants        | Votants                     | Votants        | 65 037       | 81,95        | 67 417      | 84,97       |  |
| Blancs et nuls | Blancs et nuls              | Blancs et nuls | 1 815        | 2,79         | 1 249       | 1,85        |  |
| Exprimés       | Exprimés                    | Exprimés       | 63 222       | 97,21        | 66 168      | 98,15       |  |

La suppléante de Jean Delaneau était Simone Clérouin, professeur à Tours.

### Élections de 1981
| Candidat       | Candidat              | Parti          | Premier tour | Premier tour | Second tour | Second tour |  |
| Candidat       | Candidat              | Parti          | Voix         | %            | Voix        | %           |  |
| -------------- | --------------------- | -------------- | ------------ | ------------ | ----------- | ----------- |  |
|                | Jean Delaneau sortant | UDF (PR)       | 26 367       | 45,45        | 30 223      | 47,36       |  |
|                | Jean-Michel Testu élu | PS             | 26 054       | 44,91        | 33 591      | 52,64       |  |
|                | Jean-Pierre Nivet     | PCF            | 4 315        | 7,44         |             |             |  |
|                | Jean-Michel Arieta    | FN             | 1 277        | 2,20         |             |             |  |
|                |                       |                |              |              |             |             |  |
| Inscrits       | Inscrits              | Inscrits       | 84 358       | 100,00       | 84 383      | 100,00      |  |
| Abstentions    | Abstentions           | Abstentions    | 25 425       | 30,14        | 19 681      | 23,32       |  |
| Votants        | Votants               | Votants        | 58 933       | 69,86        | 64 702      | 76,68       |  |
| Blancs et nuls | Blancs et nuls        | Blancs et nuls | 920          | 1,56         | 888         | 1,37        |  |
| Exprimés       | Exprimés              | Exprimés       | 58 013       | 98,44        | 63 814      | 98,63       |  |

Le suppléant de Jean-Michel Testu était Georges Bertin, clerc de notaire, conseiller municipal de Château-Renault.

### Élections de 1988
| Candidat       | Candidat                    | Parti          | Premier tour | Premier tour | Second tour | Second tour |  |
| Candidat       | Candidat                    | Parti          | Voix         | %            | Voix        | %           |  |
| -------------- | --------------------------- | -------------- | ------------ | ------------ | ----------- | ----------- |  |
|                | Bernard Debré sortant réélu | RPR (URC)      | 20 726       | 43,8         | 26 218      | 50,99       |  |
|                | Jean-Jacques Filleul        | PS             | 19 061       | 40,28        | 25 200      | 49,01       |  |
|                | Marie-Renée Maissen         | FN             | 3 897        | 8,24         |             |             |  |
|                | Lucette Chapeau             | PCF            | 3 633        | 7,68         |             |             |  |
|                |                             |                |              |              |             |             |  |
| Inscrits       | Inscrits                    | Inscrits       | 72 395       | 100,00       | 72 382      | 100,00      |  |
| Abstentions    | Abstentions                 | Abstentions    | 24 043       | 33,21        | 19 808      | 27,37       |  |
| Votants        | Votants                     | Votants        | 48 352       | 66,79        | 52 574      | 72,63       |  |
| Blancs et nuls | Blancs et nuls              | Blancs et nuls | 1 035        | 2,14         | 1 156       | 2,2         |  |
| Exprimés       | Exprimés                    | Exprimés       | 47 317       | 97,86        | 51 418      | 97,8        |  |

Le suppléant de Bernard Debré était Patrick Aulagnier, UDF, médecin généraliste, conseiller municipal de Vouvray.

### Élections de 1993
| Candidat       | Candidat                    | Parti                      | Premier tour | Premier tour | Second tour | Second tour |  |
| Candidat       | Candidat                    | Parti                      | Voix         | %            | Voix        | %           |  |
| -------------- | --------------------------- | -------------------------- | ------------ | ------------ | ----------- | ----------- |  |
|                | Bernard Debré sortant réélu | RPR (UPF)                  | 22 570       | 43,91        | 28 876      | 59,46       |  |
|                | Jean-Jacques Filleul        | PS (ADFP)                  | 9 681        | 18,83        | 19 685      | 40,54       |  |
|                | Emile Paccard               | FN                         | 6 111        | 11,89        |             |             |  |
|                | Laurent Canot               | Les Verts (EÉ)             | 4 509        | 8,77         |             |             |  |
|                | Fabien Alain Falempin       | Divers gauche (Maj. prés.) | 3 303        | 6,43         |             |             |  |
|                | Lucette Chapeau             | PCF                        | 3 299        | 6,42         |             |             |  |
|                | Charles Elie                | LT-LNÉ                     | 1 932        | 3,76         |             |             |  |
|                |                             |                            |              |              |             |             |  |
| Inscrits       | Inscrits                    | Inscrits                   | 76 038       | 100,00       | 76 036      | 100,00      |  |
| Abstentions    | Abstentions                 | Abstentions                | 21 596       | 28,4         | 23 190      | 30,5        |  |
| Votants        | Votants                     | Votants                    | 54 442       | 71,6         | 52 846      | 69,5        |  |
| Blancs et nuls | Blancs et nuls              | Blancs et nuls             | 3 037        | 5,58         | 4 285       | 8,11        |  |
| Exprimés       | Exprimés                    | Exprimés                   | 51 405       | 94,42        | 48 561      | 91,89       |  |

La suppléante de Bernard Debré était Michèle Beuzelin, conseillère générale, adjointe au maire de Tours. Michèle Beuzelin remplaça Bernard Debré, nommé membre du gouvernement, du 13 décembre 1994 au 7 juillet 1995. Elle démissionna le 7 juillet 1995.

### Élection partielle du 17 et 24 septembre 1995
| Candidat          | Candidat                 | Parti          | Premier tour | Premier tour | Second tour | Second tour |  |
| Candidat          | Candidat                 | Parti          | Voix         | %            | Voix        | %           |  |
| ----------------- | ------------------------ | -------------- | ------------ | ------------ | ----------- | ----------- |  |
|                   | Bernard Debré            | RPR            | 13 446       | 42,76        | 16 331      | 49,51       |  |
|                   | Jean-Jacques Filleul élu | PS             | 10 844       | 34,48        | 16 657      | 50,49       |  |
|                   | Jean-Pierre Jolivet      | FN             | 3 356        | 10,67        |             |             |  |
|                   | Lucette Chapeau          | PCF            | 1 686        | 5,36         |             |             |  |
|                   | Laurent Canot            | Divers         | 1 058        | 3,36         |             |             |  |
|                   | Étienne Cherblanc        | LO             | 1 057        | 3,36         |             |             |  |
|                   |                          |                |              |              |             |             |  |
| Inscrits          | Inscrits                 | Inscrits       | 78 547       | 100,00       | 78 545      | 100,00      |  |
| Abstentions       | Abstentions              | Abstentions    | 46 156       | 58,76        | 44 161      | 56,22       |  |
| Votants           | Votants                  | Votants        | 32 391       | 41,24        | 34 384      | 43,78       |  |
| Blancs et nuls    | Blancs et nuls           | Blancs et nuls | 944          | 2,91         | 1 396       | 4,06        |  |
| Exprimés          | Exprimés                 | Exprimés       | 31 447       | 97,09        | 32 988      | 95,94       |  |
| Source : La Croix |                          |                |              |              |             |             |  |

### Élections de 1997
| Candidat       | Candidat                           | Parti          | Premier tour | Premier tour | Second tour | Second tour |  |
| Candidat       | Candidat                           | Parti          | Voix         | %            | Voix        | %           |  |
| -------------- | ---------------------------------- | -------------- | ------------ | ------------ | ----------- | ----------- |  |
|                | Jean-Jacques Filleul sortant réélu | PS             | 17 274       | 33,42        | 28 768      | 52,44       |  |
|                | Bernard Debré                      | RPR            | 16 832       | 32,56        | 26 088      | 47,56       |  |
|                | Michel Hubault                     | FN             | 6 599        | 12,77        |             |             |  |
|                | Éric Carreau                       | PCF            | 2 615        | 5,06         |             |             |  |
|                | Fabien Riolet                      | LDI (MPF)      | 1 973        | 3,82         |             |             |  |
|                | Nathalie Bellanger                 | GÉ             | 1 941        | 3,76         |             |             |  |
|                | Étienne Cherblanc                  | LO             | 1 600        | 3,1          |             |             |  |
|                | Laurent Canot                      | Les Verts      | 1 407        | 2,72         |             |             |  |
|                | Dominique Pohier                   | US4J           | 601          | 1,16         |             |             |  |
|                | Luigi Méry                         | PT             | 503          | 0,97         |             |             |  |
|                | Luc Gervais                        | Divers         | 344          | 0,67         |             |             |  |
|                |                                    |                |              |              |             |             |  |
| Inscrits       | Inscrits                           | Inscrits       | 78 070       | 100,00       | 78 069      | 100,00      |  |
| Abstentions    | Abstentions                        | Abstentions    | 23 533       | 30,14        | 20 008      | 25,63       |  |
| Votants        | Votants                            | Votants        | 54 537       | 69,86        | 58 061      | 74,37       |  |
| Blancs et nuls | Blancs et nuls                     | Blancs et nuls | 2 848        | 5,22         | 3 205       | 5,52        |  |
| Exprimés       | Exprimés                           | Exprimés       | 51 689       | 94,78        | 54 856      | 94,48       |  |

Le suppléant de Jean-Jacques Filleul était Marc Paquignon, maire de Saint-Laurent-en-Gâtines, ingénieur agronome, docteur en biologie, directeur de cabinet.

### Élections de 2002
| Candidat       | Candidat                     | Parti            | Premier tour | Premier tour | Second tour | Second tour |  |
| Candidat       | Candidat                     | Parti            | Voix         | %            | Voix        | %           |  |
| -------------- | ---------------------------- | ---------------- | ------------ | ------------ | ----------- | ----------- |  |
|                | Jean-Jacques Filleul sortant | PS               | 19 129       | 34,99        | 24 538      | 46,75       |  |
|                | Claude Greff élu             | UMP              | 17 818       | 32,59        | 27 947      | 53,25       |  |
|                | Jean Guimard                 | FN               | 5 892        | 10,78        |             |             |  |
|                | Christian Saint-Étienne      | UDF              | 4 191        | 7,67         |             |             |  |
|                | Régina Mery                  | Les Verts        | 1 752        | 3,2          |             |             |  |
|                | Dominique Touraine           | PCF              | 1 181        | 2,16         |             |             |  |
|                | Sylvie Thiébaut              | LO               | 868          | 1,59         |             |             |  |
|                | Patricia Boissy              | CPNT             | 795          | 1,45         |             |             |  |
|                | Jean-Louis Bournais          | LCR              | 762          | 1,39         |             |             |  |
|                | Catherine Costa              | MNR              | 534          | 0,98         |             |             |  |
|                | Gérard Guertin               | PRG              | 412          | 0,75         |             |             |  |
|                | Luigi Méry                   | PT               | 271          | 0,5          |             |             |  |
|                | Francoise Coudert            | Pôle républicain | 270          | 0,49         |             |             |  |
|                | Daniel Larcher               | Divers droite    | 259          | 0,47         |             |             |  |
|                | Philippe Laloup              | RCF              | 249          | 0,46         |             |             |  |
|                | Agnès Garrigue               | Divers           | 167          | 0,31         |             |             |  |
|                | Michel Sylvestre             | Divers           | 118          | 0,22         |             |             |  |
|                |                              |                  |              |              |             |             |  |
| Inscrits       | Inscrits                     | Inscrits         | 84 815       | 100,00       | 85 120      | 100,00      |  |
| Abstentions    | Abstentions                  | Abstentions      | 28 735       | 33,88        | 30 918      | 36,32       |  |
| Votants        | Votants                      | Votants          | 56 080       | 66,12        | 54 202      | 63,68       |  |
| Blancs et nuls | Blancs et nuls               | Blancs et nuls   | 1 412        | 2,52         | 1 717       | 3,17        |  |
| Exprimés       | Exprimés                     | Exprimés         | 54 668       | 97,48        | 52 485      | 96,83       |  |

Le suppléant de Claude Greff était Raymond Lancelin, conseiller général du canton de Château-Renault, cadre bancaire retraité.

### Élections de 2007
| Candidat       | Candidat                   | Parti          | Premier tour | Premier tour | Second tour | Second tour |  |
| Candidat       | Candidat                   | Parti          | Voix         | %            | Voix        | %           |  |
| -------------- | -------------------------- | -------------- | ------------ | ------------ | ----------- | ----------- |  |
|                | Claude Greff sortant réélu | UMP            | 26 263       | 46,19        | 29 699      | 53,99       |  |
|                | Mélanie Fortier            | PRG            | 15 068       | 26,5         | 25 312      | 46,01       |  |
|                | Catherine Lalot            | UDF–MoDem      | 4 473        | 7,87         |             |             |  |
|                | Jean Guimard               | FN             | 2 249        | 3,96         |             |             |  |
|                | Jean-Claude Bragoulet      | Les Verts      | 2 038        | 3,58         |             |             |  |
|                | Dominique Touraine         | PCF            | 1 670        | 2,94         |             |             |  |
|                | Gérald Gaschet             | LCR            | 1 480        | 2,6          |             |             |  |
|                | Stanislas de La Ruffie     | MPF            | 802          | 1,41         |             |             |  |
|                | Patricia Boissy            | CPNT           | 619          | 1,09         |             |             |  |
|                | Sylvie Thiébaut            | LO             | 604          | 1,06         |             |             |  |
|                | Paul Olivier               | PT             | 478          | 0,84         |             |             |  |
|                | Mireille Fessler           | Divers         | 454          | 0,8          |             |             |  |
|                | Yolande Brives             | MRC            | 362          | 0,64         |             |             |  |
|                | Émile Paccard              | MNR            | 301          | 0,53         |             |             |  |
|                | Huguette Froehlich         | Divers         | 0            | 0            |             |             |  |
|                |                            |                |              |              |             |             |  |
| Inscrits       | Inscrits                   | Inscrits       | 92 052       | 100,00       | 92 050      | 100,00      |  |
| Abstentions    | Abstentions                | Abstentions    | 34 164       | 37,11        | 35 594      | 38,67       |  |
| Votants        | Votants                    | Votants        | 57 888       | 62,89        | 56 456      | 61,33       |  |
| Blancs et nuls | Blancs et nuls             | Blancs et nuls | 1 027        | 1,77         | 1 445       | 2,56        |  |
| Exprimés       | Exprimés                   | Exprimés       | 56 861       | 98,23        | 55 011      | 97,44       |  |

### Élections de 2012
| Candidat       | Candidat                   | Parti                       | Premier tour | Premier tour | Second tour | Second tour |  |
| Candidat       | Candidat                   | Parti                       | Voix         | %            | Voix        | %           |  |
| -------------- | -------------------------- | --------------------------- | ------------ | ------------ | ----------- | ----------- |  |
|                | Claude Greff sortant réélu | UMP                         | 18 921       | 37,60        | 24 993      | 50,26       |  |
|                | Christophe Rossignol       | EÉLV (PS)                   | 12 829       | 25,49        | 24 732      | 49,74       |  |
|                | Isabelle Gaudron           | diss. PS                    | 7 406        | 14,72        |             |             |  |
|                | Gilles Godefroy            | RBM (FN)                    | 5 982        | 11,89        |             |             |  |
|                | Michel Cosnier             | FG (Divers gauche) (PCF)    | 3 225        | 6,41         |             |             |  |
|                | Gérard Guertin             | PRG                         | 425          | 0,84         |             |             |  |
|                | Bernadette Lefort          | DLR                         | 353          | 0,70         |             |             |  |
|                | Alexis Lamoureux           | Divers (Justice, honnêteté) | 293          | 0,58         |             |             |  |
|                | Delphine Laubu             | NPA                         | 243          | 0,48         |             |             |  |
|                | Catherine Rudeaut          | LO                          | 237          | 0,47         |             |             |  |
|                | Alexis Deprau              | CNIP                        | 187          | 0,37         |             |             |  |
|                | Paul Olivier               | POI                         | 176          | 0,35         |             |             |  |
|                | Josette Constant           | AR                          | 44           | 0,09         |             |             |  |
|                |                            |                             |              |              |             |             |  |
| Inscrits       | Inscrits                   | Inscrits                    | 84 414       | 100,00       | 84 410      | 100,00      |  |
| Abstentions    | Abstentions                | Abstentions                 | 33 345       | 39,5         | 33 237      | 39,38       |  |
| Votants        | Votants                    | Votants                     | 51 069       | 60,5         | 51 173      | 60,62       |  |
| Blancs et nuls | Blancs et nuls             | Blancs et nuls              | 748          | 1,46         | 1 448       | 2,83        |  |
| Exprimés       | Exprimés                   | Exprimés                    | 50 321       | 98,54        | 49 725      | 97,17       |  |

### Élections de 2017
|                                                                               |                                                                                         |                           |                           |                          |                          |
|                                                                               |                                                                                         | Premier tour 11 juin 2017 | Premier tour 11 juin 2017 | Second tour 18 juin 2017 | Second tour 18 juin 2017 |
|                                                                               |                                                                                         |                           |                           |                          |                          |
|                                                                               |                                                                                         | Nombre                    | % des inscrits            | Nombre                   | % des inscrits           |
| Inscrits                                                                      | Inscrits                                                                                | 88 630                    | 100,00                    | 88 627                   | 100,00                   |
| Abstentions                                                                   | Abstentions                                                                             | 41 974                    | 47,36                     | 48 795                   | 55,06                    |
| Votants                                                                       | Votants                                                                                 | 46 656                    | 52,64                     | 39 832                   | 44,94                    |
|                                                                               |                                                                                         |                           | % des votants             |                          | % des votants            |
| Bulletins blancs                                                              | Bulletins blancs                                                                        | 709                       | 1,52                      | 3 174                    | 7,97                     |
| Bulletins nuls                                                                | Bulletins nuls                                                                          | 287                       | 0,62                      | 1 146                    | 2,88                     |
| Suffrages exprimés                                                            | Suffrages exprimés                                                                      | 45 660                    | 97,87                     | 35 512                   | 89,15                    |
|                                                                               |                                                                                         |                           |                           |                          |                          |
| Candidat Étiquette politique (partis et alliances)                            | Candidat Étiquette politique (partis et alliances)                                      | Voix                      | % des exprimés            | Voix                     | % des exprimés           |
|                                                                               |                                                                                         |                           |                           |                          |                          |
|                                                                               | Daniel Labaronne La République en marche                                                | 17 087                    | 37,42                     | 20 191                   | 56,86                    |
|                                                                               | Claude Greff (députée sortante) Les Républicains (Union des démocrates et indépendants) | 9 663                     | 21,16                     | 15 321                   | 43,14                    |
|                                                                               | Frédéric Nobileau La France insoumise                                                   | 5 726                     | 12,54                     |                          |                          |
|                                                                               | Stanislas de La Ruffie Front national                                                   | 4 187                     | 9,17                      |                          |                          |
|                                                                               | Isabelle Gaudron Parti socialiste                                                       | 2 621                     | 5,74                      |                          |                          |
|                                                                               | Éric Beaugendre Europe Écologie Les Verts                                               | 1 815                     | 3,98                      |                          |                          |
|                                                                               | Virginie Bergerard Debout la France                                                     | 1 248                     | 2,73                      |                          |                          |
|                                                                               | Marc Lelandais Divers droite (577-Les Indépendants)                                     | 974                       | 2,13                      |                          |                          |
|                                                                               | Fabien Coste Parti communiste français                                                  | 785                       | 1,72                      |                          |                          |
|                                                                               | Pierre Morin Divers gauche                                                              | 665                       | 1,46                      |                          |                          |
|                                                                               | Catherine Rudeaut Lutte ouvrière                                                        | 337                       | 0,74                      |                          |                          |
|                                                                               | Valérie Lonjon Divers (Union populaire républicaine)                                    | 266                       | 0,58                      |                          |                          |
|                                                                               | Alexis Lamoureux Parti radical de gauche (Union des démocrates et des écologistes)      | 204                       | 0,45                      |                          |                          |
|                                                                               | Arthur Dufourg Divers droite (Alliance royale)                                          | 82                        | 0,18                      |                          |                          |
| Source : Ministère de l'Intérieur - Deuxième circonscription d'Indre-et-Loire |                                                                                         |                           |                           |                          |                          |

### Élections de 2022
Les élections législatives françaises de 2022 se déroulent les dimanches 12 et 19 juin 2022.
| Résultats des élections législatives des 12 et 19 juin 2022 de la 2e circonscription d'Indre-et-Loire |                          |                          |                          |              |              |             |             |
| Candidat                                                                                              | Candidat                 | Parti et coalition       | Nuance                   | Premier tour | Premier tour | Second tour | Second tour |
| Candidat                                                                                              | Candidat                 | Parti et coalition       | Nuance                   | Voix         | %            | Voix        | %           |
| | Daniel Labaronne         | LREM (ENS)               | ENS                      | 15 187       | 32,40        | 22 663      | 54,71       |
| | Christelle Gobert        | LFI (NUPES)              | NUP                      | 12 102       | 25,82        | 18 758      | 45,29       |
| | Christophe Guestault     | RN                       | RN                       | 10 279       | 21,93        |             |             |
| | Svétlana Nicolaeff       | LR (UDC)                 | LR                       | 3 640        | 7,77         |             |             |
| | Dominique Daillet        | REC                      | REC                      | 2 044        | 4,36         |             |             |
| | Christophe Lannoy        | EAC                      | ECO                      | 1 671        | 3,57         |             |             |
| | Angélique Delahaye       | LMR                      | DVD                      | 1 305        | 2,78         |             |             |
| | Anne Brunet              | LO                       | DXG                      | 640          | 1,37         |             |             |
| Votes valides                                                                                         | Votes valides            | Votes valides            | Votes valides            | 46 862       | 97,82        | 41 421      | 91.46       |
| Votes blancs                                                                                          | Votes blancs             | Votes blancs             | Votes blancs             | 751          | 1,57         | 2717        | 6.00        |
| Votes nuls                                                                                            | Votes nuls               | Votes nuls               | Votes nuls               | 295          | 0,62         | 1150        | 2.54        |
| Total                                                                                                 | Total                    | Total                    | Total                    | 47 908       | 100          | 45 288      | 100         |
| Abstention                                                                                            | Abstention               | Abstention               | Abstention               | 44 303       | 48,05        | 46 962      | 50.91       |
| Inscrits / participation                                                                              | Inscrits / participation | Inscrits / participation | Inscrits / participation | 92 211       | 51,95        | 92 250      | 49.09       |

### Élections de 2024
| Candidat                 | Candidat                 | Parti et coalition       | Nuance                   | Premier tour | Premier tour | Second tour | Second tour |
| Candidat                 | Candidat                 | Parti et coalition       | Nuance                   | Voix         | %            | Voix        | %           |
| ------------------------ | ------------------------ | ------------------------ | ------------------------ | ------------ | ------------ | ----------- | ----------- |
|                          | Corine Fougeron          | RN                       | RN                       | 22 396       | 35,08        | 24 906      | 40,01       |
|                          | Daniel Labaronne         | RE (ENS)                 | ENS                      | 20 801       | 32,58        | 37 343      | 59,99       |
|                          | Christelle Gobert        | LFI (NFP)                | UG                       | 14 891       | 23,33        | Retrait     | Retrait     |
|                          | Maxime Maintier          | LR (UDC)                 | LR                       | 4 123        | 6,46         |             |             |
|                          | Anne Brunet              | LO                       | EXG                      | 938          | 1,47         |             |             |
|                          | Philippe Saintignan      | REC                      | REC                      | 688          | 1,08         |             |             |
|                          |                          |                          |                          |              |              |             |             |
| Votes valides            | Votes valides            | Votes valides            | Votes valides            | 63 837       | 97,21        | 62 249      | 94,93       |
| Votes blancs             | Votes blancs             | Votes blancs             | Votes blancs             | 1 302        | 1,98         | 2 426       | 3,70        |
| Votes nuls               | Votes nuls               | Votes nuls               | Votes nuls               | 530          | 0,81         | 901         | 1,37        |
| Total                    | Total                    | Total                    | Total                    | 65 669       | 100          | 65 576      | 100         |
| Abstention               | Abstention               | Abstention               | Abstention               | 27 451       | 29,48        | 27 563      | 29,59       |
| Inscrits / participation | Inscrits / participation | Inscrits / participation | Inscrits / participation | 93 120       | 70,52        | 93 139      | 70,41       |

#### Département d'Indre-et-Loire
- La fiche de l'INSEE de cette circonscription : « Tableaux et Analyses de la deuxième circonscription d'Indre-et-Loire », sur insee.fr, site de l'Institut national de la statistique et des études économiques (consulté le 10 juin 2007) [PDF]

- « Tous les députés du département d'Indre-et-Loire depuis 1789 », sur assemblee-nationale.fr, site de l'Assemblée nationale française (consulté le 10 juin 2007)

- « Informations contentieuses sur le département d'Indre-et-Loire (Élections législatives de 2002) »(Archive.org • Wikiwix • Archive.is • Google • Que faire ?), sur conseil-constitutionnel.fr, site du Conseil constitutionnel (consulté le 13 juin 2007)

#### Circonscriptions en France
- « Carte des circonscriptions législatives en France », sur assemblee-nationale.fr, site de l'Assemblée nationale française (consulté le 20 juin 2007)

- « Résultats électoraux officiels en France »(Archive.org • Wikiwix • Archive.is • Google • Que faire ?), sur interieur.gouv.fr, site du ministère de l'Intérieur (France) (consulté le 13 juin 2007)

- Description et Atlas des circonscriptions électorales de France sur http://www.atlaspol.com, Atlaspol, site de cartographie géopolitique, consulté le 13 juin 2007.